# 黃尾岩遊䲁
黃尾岩遊䲁（學名：Enneanectes flavus），為輻鰭魚綱䲁形目三鰭䲁科岩遊䲁屬的一個種，分布於西大西洋委內瑞拉東北部及托巴哥海域，深度0至3公尺，本魚頭部適中，身體強健，吻短鈍，眼睛前部和鼻孔周圍有刺，眼上方有短而細長的觸鬚，頸背上無觸鬚，上顎兩側沒有牙齒，前部鱗片有孔15-16個，後鱗片有缺口，19-23個，臉頰、胸鰭基部和腹部無鱗，體鱗粗糙，身體和頭部呈棕色，有時帶有紅色調，尤其是頭部，身體後部和尾鰭淡黃色，虹膜上有紅色放射狀條紋，身體和尾部基部有5條深色條紋，雄魚第一和第二背鰭為黑色，臀鰭有3-4個深色斑點，有時全是黑色，尾鰭有2條深色橫帶，中間由一條狹窄的白色橫帶隔開，背鰭3個，背鰭硬棘15枚、背鰭軟條7-8枚、臀鰭硬棘2枚、臀鰭軟條16-17枚，體長可達2.8公分，成魚棲息在礁石區，雌魚產附著性卵在藻類築的巢，雄魚會守護卵，幼魚為浮游性，生活習性不明。